# チアゾール
チアゾール (thiazole) は有機化学における複素環式芳香族化合物のアミンの一種で、5員環の1位に硫黄、3位に窒素原子を持つ。全体として芳香族性を持つ。分子式 C3H3NS、沸点 約116℃、CAS番号は[288-47-1]。ピリジンに似た臭いを持つ淡黄色液体である。ビタミンB1（チアミン）・エポチロン他、天然物にも部分構造として含まれている。窒素原子を含むが、ピリジンなどに比較して塩基性は弱い。消防法に定める第4類危険物 第2石油類に該当する。

## 合成
チオアミドとα-ハロケトンまたはα-ハロアセタールと反応させることにより合成する。N-(2-メルカプトエチル)アミドを塩化チオニルなどで脱水環化し、DDQなどで酸化することによっても得られる。天然物に含まれるチアゾール環は、多くの場合システインを含むペプチドからこれと同様な変換を受けてできていると考えられる。

## チアゾールの反応
チアゾール環においては2位が求核的、5位が求電子的サイトとして反応する。チアゾールに対してグリニャール試薬やアルキルリチウムなどを作用させると2位の水素が引き抜かれ、メタル化される。
2-クロロチアゾールに対してアミンなどの求核剤を作用させると置換反応が起きる。

## その他
2-アミノチアゾールオキシム構造は第三世代セファロスポリン系抗生物質の共通構造の一つで、グラム陰性菌への抗菌力を増強させることに役立っている。